# David Hentschel
David Hentschel (* 1952) je britský hudební inženýr, skladatel a hudební producent. Spolupracoval např. s Georgem Harrisonem, Genesis, Eltonem Johnem, Ringem Starrem, Genesis, Queen, Philem Collinsem, Andym Summersem nebo Mikem Oldfieldem. Na několika písních Eltona Johna hrál Hentschel na syntezátory. Hentschel také složil hudbu k filmu Rita (anglicky Educating Rita).
David Hentschel také vydal vlastní album s názvem Startling Music, které je coververzí prvního sólového alba Ringa Starra.